# Federico Costanzo Spinola

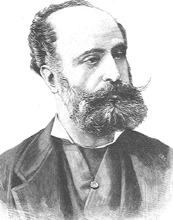
Federico Costanzo Spinola

Federico Costanzo Spinola, Marchese Spinola (* 3. Juni 1830 in Taggia; † 28. September 1909 in Turin) war ein Diplomat und Politiker im Königreich Italien, der unter anderem zwischen 1876 und 1879 Gesandter in Argentinien, von 1892 bis 1895 Gesandter in Portugal sowie 1892 bis 1909 bis zu seinem Tode 1909 Mitglied des Senats (Senato del Regno) war.

## Leben
Federico Costanzo Spinola stammte aus der Genueser adligen Patrizierfamilie Spinola und war eines von vier Kindern von Giovanni Domenico Spinola und dessen Ehefrau Caterina Borea d’Olmo. Er absolvierte ein Studium der Rechtswissenschaften an der Universität Genua, welches er mit einem Laurea in giurisprudenza beendete. Daraufhin trat er am 18. November 1854 in den diplomatischen Dienst des Außenministeriums (Ministero degli affari esteri) des Königreichs Sardinien und wurde am 26. November 1856 Attaché an der Vertretung in der Schweiz. Nachdem er dort am 26. November 1857 zum Legationssekretär Zweiter Klasse ernannt worden war, wechselte er am 4. Juni 1858 an die Vertretung im Großherzogtum Toskana in Florenz. Nach Ausrufung des Königreichs Italien am 17. März 1861 wurde er am 30. November 1862 zum Legationssekretär Erster Klasse befördert und wechselte am 7. Dezember 1864 an die Vertretung im Königreich Belgien. 1867 wurde er Mitglied der Società Geografica Italiana, der Geografischen Gesellschaft Italiens. Nach seiner Beförderung zum Legationsrat am 30. Dezember 1867 war er zwischen dem 30. Dezember 1867 und dem 17. September 1871 Leiter der Handelsabteilung im Außenministerium. Nach Beendigung dieser Funktion wechselte er am 17. September 1871 als Legationsrat an die Botschaft im Königreich Dänemark. Nachdem er bereits Ritter und Offizier des Ordens der Heiligen Mauritius und Lazarus war, wurde er am 30. Januar 1876 Kommandeur dieses Ordens.
Am 6. Februar 1876 erhielt Spinola den Titel eines Gesandten Zweiter Klasse und wurde daraufhin zum außerordentlichen Gesandten und bevollmächtigten Minister in Argentinien ernannt. Er verblieb auf diesem Posten bis zum 7. September 1879. Danach war er zwischen dem 7. September 1879 und dem 27. Dezember 1886 außerordentlicher Gesandter und bevollmächtigter Minister im Königreich Schweden. Am 27. Dezember 1886 wurde er außerordentlicher Gesandter und bevollmächtigter Minister im Königreich der Niederlande und bekam dort am 29. Januar 1888 den Titel eines Gesandten Erster Klasse verliehen, woraufhin er noch bis zum 19. November 1892 in Den Haag verblieb. Am 18. Dezember 1889 wurde ihm durch Königliches Dekret der Titel eines Marchese verliehen. Zuletzt wurde er am 19. November 1892 als Nachfolger von Luigi Avogadro di Collobiano Arboreo außerordentlicher Gesandter und bevollmächtigter Minister in Portugal und verblieb auf diesem Posten bis zum 25. Oktober 1895, woraufhin Carlo Alberto Gerbaix de Sonnaz seine dortige Nachfolge antrat.
Am 21. November 1892 wurde er ferner zum Mitglied des Senats (Senato del Regno) ernannt und gehörte diesem vom 29. November 1892 bis zu seinem Tode am 28. September 1909 an.
Für seine langjährigen Verdienste wurde er des Weiteren Großoffizier und Träger des Großkreuzes des Ordens der Heiligen Mauritius und Lazarus sowie Ritter und Träger des Großkreuzes des Ordens der Krone von Italien. Des Weiteren erhielt er das Großkreuz des dänischen Dannebrogordens und des schwedischen Nordstern-Ordens und wurde zudem Kommandeur des spanischen Orden de Isabel la Católica, Offizier des belgischen Leopoldsordens sowie Ritter des russischen Sankt-Stanislaus-Ordens. Aus seiner Ehe mit Elvira Massimino di Ceva gingen der Sohn Federico sowie die Töchter Maria Francesca und Laura hervor.